# Ketenova, Nazilli
Ketenova là một xã thuộc huyện Nazilli, tỉnh Aydın, Thổ Nhĩ Kỳ. Dân số thời điểm năm 2010 là 218 người.